# Última llamada
Última llamada és una pel·lícula dramàtica mexicana dirigida el 1996 per Carlos García Agraz amb guió de Mario Cid i basada en la pena de mort.

## Argument
A Ciutat de Mèxic, Gilberto Cortés, pare solter que treballa com a actor a l'obra anomenada Bandera Negra, és cofoi del seu fill Mario, responsable i intel·ligent. Bandera Negra relata la història d'un pare que lluita per salvar el seu fill condemnat a mort. Gilberto esdevé famós gràcies a la seva obra i pot enviar el seu fill a estudiar a la Universitat de Texas. Però el nou es veu embolicat en un accident que acaba amb una mort, pel qual és detingut i jutjat, declarat culpable i condemnat a mort. De la mateixa manera que a Bandera Negra, Mario lluitarà per salvar el seu fill.

## Protagonistes
- Alberto Estrella - Gilberto Cortés
- Imanol - Mario nen
- Norma Angélica - Dalia
- Judith Arciniega -Senyora amb nen
- Enrique Cortés Bertrand - Mestre de literatura
- Cecilia Constantino

## Palmarès cinematogràfic
El 1997 fou nominada al Goya a la millor pel·lícula estrangera de parla hispana.